# مطار واحة الداخلة
مطار الداخلة هو مطار يقع علي بعد 11 كم (إحداثيات 25.421486, 29.002119) جنوب مركز موط - مدينة الداخلة - الوادي الجديد وتبلغ مساحته 21936655 م². سعة المطار 100راكب/ساعه ويحوي ممر رئيسي بطول 2589 م × 45 م، 15 S بقوة تحمل (PCN (30، وله تراماك يتسع لخمس طائرات ومجهز إناره ليلية من الجهتين.